# 巴萊萊山

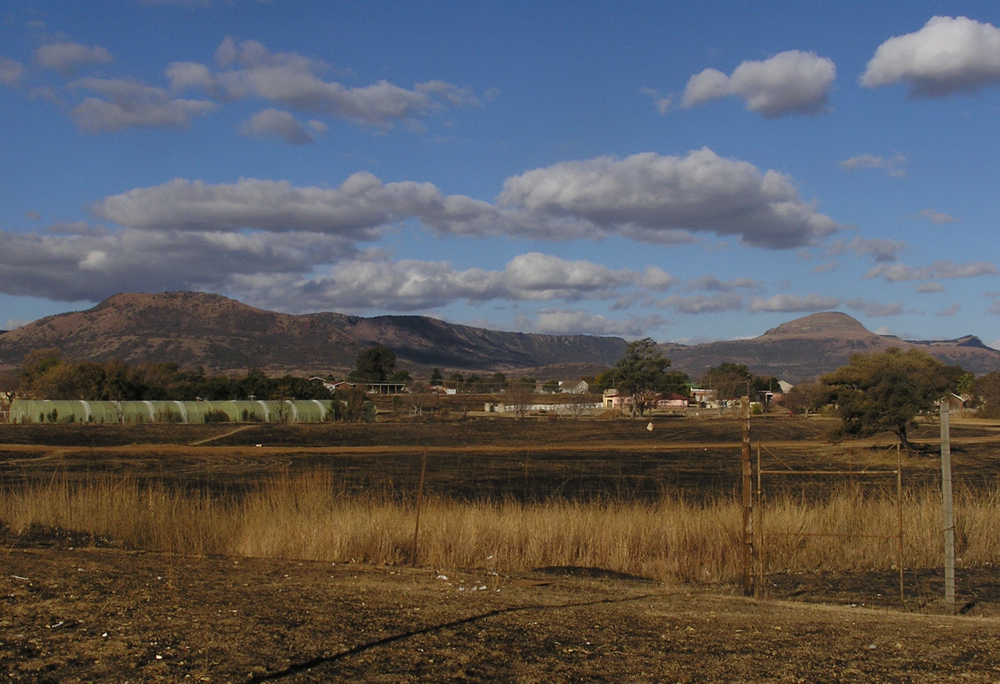

巴萊萊山是南非的山脈，位於該國東部夸祖魯-納塔爾省，處於烏得勒支以北，山體由輝綠岩組成，最高點海拔高度1,845米。